# Гразелленбах
Гразелленбах (нім. Grasellenbach) — громада в Німеччині, знаходиться в землі Гессен. Підпорядковується адміністративному округу Дармштадт. Входить до складу району Бергштрасе.
Площа — 22,88 км2. Населення становить 4130 ос. (станом на 31 грудня 2020).